# Az ételművész
Az ételművész (eredeti címén Burnt) 2015-ben bemutatott amerikai gasztronómiai témájú filmdráma Bradley Cooper főszereplésével. A filmet John Wells rendezte, a forgatókönyvét Michael Kalesniko története alapján Steven Knight írta. A fontosabb szerepekben Cooper mellett Sienna Miller, Omar Sy, Daniel Brühl, Matthew Rhys, Riccardo Scamarcio, Alicia Vikander, Uma Thurman és Emma Thompson láthatóak. A film egy lecsúszott mesterszakács visszatérését mutatja be, és a küzdelmet hogy csapatával elnyerjék a harmadik Michelin-csillagot. A produkció készítésénél Gordon Ramsay sztárséf is segédkezett tanácsadóként. 
Bemutatója 2015. október 30-án volt az Egyesült Államokban, Magyarországon nyolc nappal korábban, október 22-én került a mozikba.

## Cselekmény
Adam Jones (Bradley Cooper) elismert mesterszakács volt Párizsban, ahol két Michelin-csillagot is nyert, ám kábítószer-függősége és kiállhatatlan természete tönkretette a karrierjét, így New Orleans-ba vonult önkéntes száműzetésbe, amely idő alatt arról álmodozott, hogy Londonba megy, ahol megszerezheti a harmadik csillagot. Miután megérkezik a brit fővárosba, korábbi mentora főpincérjét, Tonyt keresi fel, aki azóta egy elegáns szálloda igazgatója. Tony hosszabb huzavonát követően belemegy, hogy Jones náluk dolgozzon, a séf pedig elkezdi összeverbuválni a csapatát régi ismerősökből és újonnan felfedezett tehetségekből egyaránt, hogy elérjék az egyáltalán nem egyszerű célját.

## Szereplők
| Szereplő                                                      | Színész                | Magyar hang         |
| ------------------------------------------------------------- | ---------------------- | ------------------- |
| Adam Jones                                                    | Bradley Cooper         | Rajkai Zoltán       |
| Helene                                                        | Sienna Miller          | Bognár Anna         |
| Michel                                                        | Omar Sy                | Barabás Kiss Zoltán |
| Tony                                                          | Daniel Brühl           | Takátsy Péter       |
| Max                                                           | Riccardo Scamarcio     | Dányi Krisztián     |
| David                                                         | Sam Keeley             | Bódy Gergely        |
| Anne Marie                                                    | Alicia Vikander        | Eke Angéla          |
| Reece                                                         | Matthew Rhys           | Karácsonyi Zoltán   |
| Simone Forth                                                  | Uma Thurman            | Für Anikó           |
| Dr. Rosshilde                                                 | Emma Thompson          | Kovács Nóra         |
| Sara                                                          | Lily James             | ?                   |
| Kaitlin                                                       | Sarah Greene           | ?                   |
| Lily                                                          | Lexie Benbow-Hart      | Vida Sára           |
| Conti                                                         | Henry Goodman          | Forgács Gábor       |
| Jack                                                          | Stephen Campbell Moore | Mesterházy Gyula    |
| Jody                                                          | Jody Halse             | Kapácsy Miklós      |
| További magyar hangok: Berkes Bence, Joó Gábor, Sörös Miklós. |                        |                     |

A filmben Jamie Dornan is kapott volna néhány jelenetet, de ezeket később kivágták.

## Forgatás
2013-ban John Wells rendező bejelentette, hogy egy gasztronómiai vígjátékon kezd dolgozni (ebből később filmdráma lett), amelynek címe eredetileg Chef lett volna, ezt később Adam Jones-ra módosították a főszereplő után, végül pedig Burnt címet kapta. A forgatás New Orlean-ban kezdődött 2014. július 23-án, amely helyszínen mindössze két napig zajlott, ezután a stáb Londonban, a West London Filmstúdióban folytatta a munkát.

## Fogadtatás
A film mérsékelt pénzügyi sikert aratott, 20 millió dolláros költségének kevesebb mint a dupláját, 36,6 millió dollárt tudott visszahozni. A kritikai értékelése is vegyes, a Rotten Tomatoes oldalán 29%-on áll, átlagosan 5/10-es értékelés mellett. A Metacritic oldalán 28 kritika alapján 42/100 értékelést kapott. A CinemaScore-on a nézők egy A és F közötti skálán B– értékelést adtak az alkotásnak. Az IMDb-n 6,6/10 a film értékelése.